# Drapeau Marina de Cudeyo
Le Drapeau Marina de Cudeyo (Bandera Marina de Cudeyo en castillan) est une régate d'aviron en banc fixe qui a lieu annuellement à Pedreña, Marina de Cudeyo, (Cantabrie).

## Histoire
Les débuts de ce drapeau se trouvent dans la régate du 50e anniversaire de la Société sportive d'aviron Pedreña qui a été disputée en 1970 et qui a été gagné par Astillero, suivi par Pedreña et Hondarribia. L'année suivante a eu lieu la première édition du Drapeau Marina de Cudeyo, en 1971, dont le vainqueur sera encore Astillero devant les équipages cantabres de Pedreña et du Club d'aviron Santander. À partir de là elle se déroulera chaque année jusqu'en 1980 où la régate n'aura pas lieu. Elle reprendra l'année suivante.
En 1984 il n'y aura pas d'autre édition du drapeau, mais à la place, on célèbrera le Mémorial Pepe Bedia qui a été attribué à Donostia, suivi par Pedreña et Camargo. En 1985 a eu lieu une nouvelle édition mais une coupure (arret) a lieu dans la conclusion de cette régate coïncidant avec plusieurs mauvaises années pour la trainière du club. En 1996 on reviendra à la compétition annuelle en incluant le drapeau XVIII qui se tient en 2000 pour la régate du centième anniversaire du club de Pedreña. En 2002 on arrête de nouveau la célébration de la régate et c'est le Club d'aviron Pontejos qui organisera à partir de 2005 ce drapeau.

## Palmarès
| Édition | Année | Vainqueur       | Second              | Troisième         |
| ------- | ----- | --------------- | ------------------- | ----------------- |
| I       | 1971  | Astillero       | Pedreña             | Santander         |
| II      | 1972  | Pedreña         | Santander           | Kaiku             |
| III     | 1973  | Hondarribia     | Pedreña             | Santander         |
| IV      | 1974  | Kaiku           | Castro-Urdiales     | Santander         |
| V       | 1975  | Castro-Urdiales | Pedreña             | Astillero         |
| VI      | 1976  | Castro-Urdiales | Astillero           | Pedreña           |
| VII     | 1977  | Hernani         | Pedreña             | Castro-Urdiales   |
| VIII    | 1978  | Astillero       | Kaiku               | Arraun Lagunak    |
| IX      | 1979  | Castro-Urdiales | Pedreña             | Kaiku             |
| X       | 1981  | Santurtzi       | Castro-Urdiales     | Kaiku             |
| XI      | 1982  | Orio            | Santurtzi B         | Pedreña           |
| XII     | 1983  | Astillero       | Arraun Lagunak      | Kaiku             |
| XIII    | 1985  | Pedreña         | Iberia              | Portugalete       |
| XIV     | 1996  | Hondarribia     | S.D.R. Tirán        | Trintxerpe        |
| XV      | 1997  | Pedreña         | Santurtzi           | Santander-Santoña |
| XVI     | 1998  | Astillero       | Castro-Urdiales     | Santoña           |
| XVII    | 1999  | Urdaibai        | Kaiku               | Santurtzi         |
| XVIII   | 2000  | Castro-Urdiales | Hondarribia         | Pedreña           |
| XIX     | 2001  | Ur-Kirolak      |                     |                   |
| XX      | 2002  | Pedreña         | Ciudad de Santander | Trintxerpe        |
| XXI     | 2005  | Astillero       | Castro-Urdiales     | Pedreña           |
| XXII    | 2006  | San Pedro       | Trintxerpe          | Pontejos          |
| XXIII   | 2007  | San Juan        | Getaria             | Ondarroa          |